# سنية كريمي
سنية كريمي هي سياسية فرنسية-تونسية وعضو في حزب الجمهورية إلى الأمام!،وهي عضو في الجمعية الوطنية الفرنسية منذ الانتخابات التشريعية الفرنسية 2017.